# Angel (låt av Two Tricky)
Angel är en låt framförd av Two Tricky. Den är skriven av Einar Bardarson och Magnús Thor Sigmundsson.
Låten var Islands bidrag i Eurovision Song Contest 2001 i Köpenhamn i Danmark. I finalen den 12 maj slutade den på tjugoandra plats med 3 poäng.